# Jerzy Baworowski
Jerzy Baworowski (29. prosince 1870 Plotyča – 6. září 1933 Lvov) byl rakouský šlechtic a politik polské národnosti z Haliče, na počátku 20. století poslanec Říšské rady, v meziválečném období poslanec Sejmu.

## Biografie
Jeho otec Władysław Baworowski byl šlechticem. Studoval gymnázium. Maturoval v Ternopilu. Pak studoval práva na Tereziánské akademii ve Vídni a pak na Vídeňské univerzitě nebo Lvovské univerzitě. Po studiích žil v Ostrivě (Ostrów) a spravoval rodinné statky. Byl členem četných společenských a hospodářských organizací. Zastával i funkci předsedy okresní rady a spořitelny v Terebovlji. Zasedal v dozorčí radě haličské hypoteční banky. Od roku 1901 do roku 1912 zasedal na Haličském zemském sněmu.
V době svého působení v parlamentu se uvádí jako statkář v obci Ostriv. Byl šlechtického původu. Měl titul hraběte.
Působil také coby poslanec Říšské rady (celostátního parlamentu Předlitavska), kam usedl ve volbách do Říšské rady roku 1911, konaných podle všeobecného a rovného volebního práva. Byl zvolen za obvod Halič 69.
Uvádí se jako polský konzervativec. Po volbách roku 1911 byl na Říšské radě členem poslaneckého Polského klubu. Zastával funkci místopředsedy Polského klubu a v březnu 1918 jeho jménem představil císařovi požadavky Poláků z Haliče.
V listopadu 1918 se stal členem polské likvidační komise. Od roku 1919 byl činovníkem politické strany Stronnictwo Prawicy Narodowej. Během polsko-sovětské války v roce 1920 zastával post náhradníka Rady obrany státu. Získal Řád Polonia Restituta.
Od roku 1919 do roku 1922 byl poslancem ústavodárného polského Sejmu. Zastupoval poslanecký Klub Pracy Konstytucyjnej.